# Stade Brestois 29
Stade Brestois 29 (cunoscut ca Stade Brest sau simplu Brest) este un club de fotbal din Brest, Franța, care evoluează în Ligue 1. Clubul a fost fondat în 1903 sub numele de Armoricaine de Brest și a trecut la numele actual în 1950. Echipa joacă meciurile de acasă pe Stade Francis-Le Blé cu o capacitate de 15.931 de locuri.

## Jucători

### Lotul curent
La 24 ianuarie 2025.
| Nr. |                  | Poziție | Jucător                                                 |
| --- | ---------------- | ------- | ------------------------------------------------------- |
| 2   | Franța           | F       | Bradley Locko                                           |
| 3   | Senegal          | F       | Abdoulaye Ndiaye (împrumutat de la Troyes)              |
| 5   | Franța           | F       | Brendan Chardonnet (căpitan)                            |
| 6   | Elveția          | F       | Edimilson Fernandes (împrumutat de la Mainz 05)         |
| 7   | Franța           | F       | Kenny Lala                                              |
| 8   | Franța           | M       | Hugo Magnetti                                           |
| 9   | Mali             | M       | Kamory Doumbia                                          |
| 10  | Franța           | M       | Romain Del Castillo                                     |
| 12  | Coasta de Fildeș | F       | Luck Zogbé                                              |
| 14  | Guinea-Bissau    | A       | Mama Baldé                                              |
| 17  | Senegal          | A       | Abdallah Sima (împrumutat de la Brighton & Hove Albion) |
| 18  | Franța           | F       | Justin Bourgault                                        |
| 19  | Franța           | A       | Ludovic Ajorque (împrumutat de la Mainz 05)             |

| Nr. |                   | Poziție | Jucător                                                 |
| --- | ----------------- | ------- | ------------------------------------------------------- |
| 20  | Franța            | M       | Pierre Lees-Melou (vice-căpitan)                        |
| 21  | Franța            | M       | Romain Faivre (împrumutat de la Bournemouth)            |
| 22  | Mali              | F       | Massadio Haïdara                                        |
| 23  | Franța            | F       | Jordan Amavi                                            |
| 25  | Franța            | F       | Julien Le Cardinal                                      |
| 26  | Portugalia        | M       | Mathias Pereira Lage                                    |
| 28  | Franța            | M       | Jonas Martin                                            |
| 30  | Franța            | P       | Grégoire Coudert                                        |
| 34  | Maroc             | A       | Ibrahim Salah (împrumutat de la Rennes)                 |
| 40  | Țările de Jos     | P       | Marco Bizot                                             |
| 44  | Franța            | F       | Soumaïla Coulibaly (împrumutat de la Borussia Dortmund) |
| 45  | Franța            | M       | Mahdi Camara                                            |
| 50  | Republica Irlanda | P       | Noah Jauny                                              |

## Istoricul evoluțiilor în ultimii 14 ani
| Sezon          | Nivel | Div.                 | Poz. | M  | V  | R  | Î  | GP | GM | Puncte | Europa | Cupa Franței | Cupa Ligii Franței | Spectatori |
| Stade Brest 29 |       |                      |      |    |    |    |    |    |    |        |        |              |                    |            |
| 1997/98        | 4     | CFA-D                | 9.   | 34 | 12 | 10 | 12 | 45 | 40 | 46     | ---    | qual.stage   | –                  | 530        |
| 1998/99        | 4     | CFA-D                | 9.   | 34 | 12 | 12 | 10 | 44 | 38 | 48     | ---    | qual.stage   | –                  | –          |
| 1999/00        | 4     | CFA-D                | 1.   | 34 | 20 | 9  | 5  | 50 | 31 | 69     | ---    | R. 1/32      | –                  | –          |
| 2000/01        | 3     | Championnat National | 6.   | 38 | 19 | 6  | 13 | 64 | 48 | 63     | ---    | qual.stage   | –                  | –          |
| 2001/02        | 3     | Championnat National | 13.  | 38 | 11 | 11 | 16 | 40 | 43 | 44     | ---    | qual.stage   | –                  | –          |
| 2002/03        | 3     | Championnat National | 10.  | 38 | 13 | 11 | 14 | 49 | 44 | 50     | ---    | qual.stage   | –                  | –          |
| 2003/04        | 3     | Championnat National | 2.   | 38 | 20 | 8  | 10 | 45 | 30 | 68     | ---    | R.1/8        | –                  | –          |
| 2004/05        | 2     | Ligue 2              | 9.   | 38 | 13 | 16 | 9  | 38 | 34 | 55     | ---    | R.1/32       | R.1/16             | 7,339      |
| 2005/06        | 2     | Ligue 2              | 17.  | 38 | 9  | 15 | 14 | 34 | 48 | 42     | ---    | R.1/8        | qual.stage         | 6,167      |
| 2006/07        | 2     | Ligue 2              | 14.  | 38 | 10 | 15 | 13 | 40 | 40 | 45     | ---    | R.1/32       | qual.stage         | 5,961      |
| 2007/08        | 2     | Ligue 2              | 7.   | 38 | 15 | 12 | 11 | 38 | 38 | 57     | ---    | R.1/16       | R.1/32             | –          |
| 2008/09        | 2     | Ligue 2              | 14.  | 38 | 13 | 6  | 19 | 45 | 50 | 45     | ---    | R.1/16       | qual.stage         | –          |
| 2009/10        | 2     | Ligue 2              | 2.   | 38 | 20 | 7  | 11 | 53 | 34 | 67     | ---    | R.1/16       | first round        | –          |
| 2010/11        | 1     | Ligue 1              | 16.  | 38 | 11 | 13 | 14 | 36 | 43 | 46     | ---    | R.1/32       | third round        | –          |

## Jucători notabili
Sergio Javier Goycochea
| - Gérard Buscher - Patrick Colleter - Vincent Guérin - Paul Le Guen - Yvon Le Roux - Corentin Martins - Bernard Pardo - Pascal Pierre - Franck Ribéry - Drago Vabec - Roberto Cabañas |

Sergio Javier Goycochea

## Antrenori
| - Francis Chopin (1950–62) - Albert Toris (1962–63) - Sarkis Garabedian (1963–76) - Armand Fouillen (1) (1963–76) - Ernest Rannou (1964–66) - Alain de Martigny (1) (1976–82) - Dušan Nenković (1982–84) - Robert Dewilder (1984–86) - Raymond Kéruzoré (1986–87) - Bernard Maligorne (1987–89) - Slavoljub Muslin (1989–91) - Armand Fouillen (2) (1991–93) | - Yvon Le Roux (1991–93) - Ivica Todorov (1993–94) - Pierre Garcia (1994–95) - Denis Goavec (1995–97) - Pascal Robert (1997–99) - Alain de Martigny (2) (1999–02) - Sylvain Matrisciano (2002–03) - Albert Rust (2003–06) - Thierry Goudet (Martie 2006–Decembrie 06) - Pascal Janin (Ianuarie 2007–08) - Gérald Baticle (Noiembrie 2008–Mai 09) - Alex Dupont (Mai 2009–Aprilie 12) - Corentin Martins (Aprilie 2012-Mai 12) - Landry Chauvin (Mai 2012- ) |